# Periplaneta
Genre
Periplaneta est un genre de cafards appartenant à la famille des Blattidae comprise dans l'ordre des Blattodea (Blattaria). On y retrouve une cinquantaine d'espèces et elles sont largement répandues à travers le monde. Certaines se retrouvent à l'intérieur des restaurants, des installations de transformation des aliments, des hôtels, des établissements institutionnels (hôpitaux et maisons de soins) et des habitations. À cause de ses intrusions et des dégâts qu'elles y occasionnent, elles sont considérées comme des espèces nuisibles.

## Reproduction
Ces insectes ont un développement hémimétabole qui se déroule en trois étapes principales : l'œuf, la nymphe et l'adulte. La nymphe est relativement similaire à l'adulte. Elle est cependant plus petite, ses ailes ne sont pas développées et ses organes sexuels ne sont pas encore à maturité. Au cours de sa croissance, elles ressembleront de plus en plus à l'adulte et c'est à leur dernière mue, que les ailes finissent par se déployer complètement (chez les espèces à longues ailes).
Une fois fécondée, la femelle produit une oothèque à l'intérieur de son abdomen. Elle le dépose généralement dans un endroit abrité.  La durée de l'incubation de œufs et du développement des nymphes est variable selon les espèces et les conditions environnementales.

## Liste des espèces[2]
- Periplaneta aboriginea Roth, 1994
- Periplaneta affinis Saussure, 1869
- Periplaneta americana (Linnaeus, 1758)
- Periplaneta atemeleta Princis, 1966
- Periplaneta atrata Bei-Bienko, 1969
- Periplaneta atricollis Saussure, 1899
- Periplaneta australasiae (Fabricius, 1775)
- Periplaneta australis (MacLeay, 1827)
- Periplaneta banksi Hanitsch, 1931
- Periplaneta basedowi Tepper, 1904
- Periplaneta benzoni Princis, 1951
- Periplaneta bicolor Shelford, 1908
- Periplaneta blattoides Hanitsch, 1933
- Periplaneta brunnea Burmeister, 1838
- Periplaneta capeneri Princis, 1963
- Periplaneta caudata Bei-Bienko, 1969
- Periplaneta ceylonica Karny, 1908
- Periplaneta constricta Bei-Bienko, 1969
- Periplaneta cylindrica (Thunberg, 1826)
- Periplaneta diamesa Bei-Bienko, 1954
- Periplaneta ebneri Princis, 1951
- Periplaneta elegans Hanitsch, 1927
- Periplaneta ferreirae Princis, 1963
- Periplaneta fictor Princis, 1966
- Periplaneta floweri Hanitsch, 1931
- Periplaneta formosana (Karny, 1915)
- Periplaneta fuliginosa Serville, 1838
- Periplaneta fulva Bei-Bienko, 1969
- Periplaneta indica Karny, 1908
- Periplaneta japanna Asahina, 1969
- Periplaneta japonica Karny, 1908
- Periplaneta lata (Herbst, 1786)
- Periplaneta lebedinskii Adelung, 1903
- Periplaneta liui Bei-Bienko, 1957
- Periplaneta malaica Karny, 1908
- Periplaneta media Chopard, 1938
- Periplaneta methanoides Brunner von Wattenwyl, 1898
- Periplaneta nigra Princis, 1966
- Periplaneta nitida (Bolívar, 1890)
- Periplaneta panfilovi Bei-Bienko, 1969
- Periplaneta quadrinotata Princis, 1950
- Periplaneta regina Saussure, 1864
- Periplaneta robusta (Shelford, 1909)
- Periplaneta savignyi Krauss, 1890
- Periplaneta semenovi Bei-Bienko, 1950
- Periplaneta spinosostylata Krauss, 1902
- Periplaneta stygia Shelford, 1909
- Periplaneta sublobata Bei-Bienko, 1969
- Periplaneta suzukii Asahina, 1977
- Periplaneta svenhedini Hanitsch, 1933
- Periplaneta valida Brunner von Wattenwyl, 1893
- Periplaneta vosseleri Shelford, 1908